# 野花南駅
野花南駅（のかなんえき）は、北海道芦別市野花南町にある北海道旅客鉄道（JR北海道）根室本線の駅である。駅番号はT28。電報略号はノナ。事務管理コードは▲130407。

## 歴史

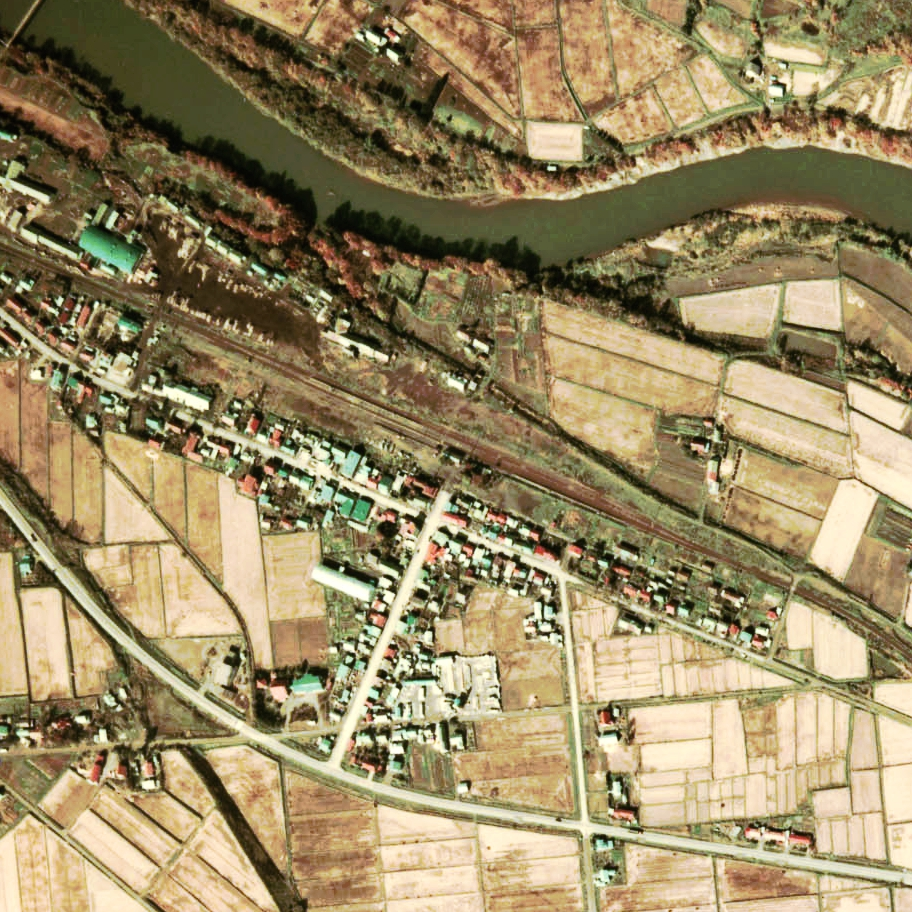
1977年の野花南駅と周囲約750m範囲。右が富良野方面。空知炭山を控える滝川側の駅とは打って変わり、周囲は農地が広がる。大正5年から大正8年までの僅かな期間、富士製紙江別工場向け木材搬送用の馬車軌道が駅まで敷設されていたとの記録がある。千鳥状にずれた単式ホーム2面2線と駅裏側に貨物用留置線、駅舎横の滝川側に貨物ホームと引込線を有している。貨物取扱廃止後、駅舎横の貨物ホームと引込み線は撤去され、駅裏側の側線は滝川側の分岐が切られて保線用となった。さらにその後高速化にあわせ、駅裏側の側線は副本線に敷き直された。

- 1913年（大正2年）11月10日：鉄道院釧路本線の駅として開業[1]。一般駅[1]。
- 1921年（大正10年）8月5日：所属路線が根室本線と改称。
- 1937年（昭和12年）10月：滝沢木工所（後に滝沢ベニヤ）設立。専用線敷設（時期不明）。
- 1949年（昭和24年）6月1日：公共企業体である日本国有鉄道に移管。
- 1976年（昭和51年）4月1日：貨物取扱い廃止[1]。
- 1982年（昭和57年）5月30日：荷物取扱い廃止[3]。同時に無人化[4]。
- 1987年（昭和62年）4月1日：国鉄分割民営化により、北海道旅客鉄道（JR北海道）の駅となる[1]。
- 1991年（平成3年）10月22日：当駅 - 島ノ下駅（現：島ノ下信号場）間が滝里ダムの建設に伴う線路付替で滝里トンネルと島ノ下トンネル（計8.4 km）を通る新ルートに変更。滝里駅廃止。

### 駅名の由来
アイヌ語に由来する。山田秀三は「ノカナン」やそれに類した地名（糠南駅のヌカナン等）について「殆どが意味が分からなくなっていて」としているが、この「野花南」については「ノカンナイ（nokan-nay）」（小さい・川）が由来ではないかと推察している。
なお永田方正が『北海道蝦夷語地名解』で「ノカナン。機弓の糸を置く処」としているが、これについて山田は「ノッカアン（notka-an）」（動物を捕る仕掛け弓やワナにつける「さわり糸」・ある）と永田は解釈したのではないかとしているが、「あまり見ない地名の形で、まあ（注：永田の）試案とでもみるべきであろう」としている。

## 駅構造
単式ホーム2面2線を持つ地上駅。跨線橋はなく構内踏切を渡る。
無人駅。自動券売機は設置されていない。

### のりば
駅舎側より記載。
| 番線 | 路線      | 方向 | 行先       |
| ---- | --------- | ---- | ---------- |
| 2    | ■根室本線 | 上り | 滝川方面   |
| 1    | ■根室本線 | 下り | 富良野方面 |

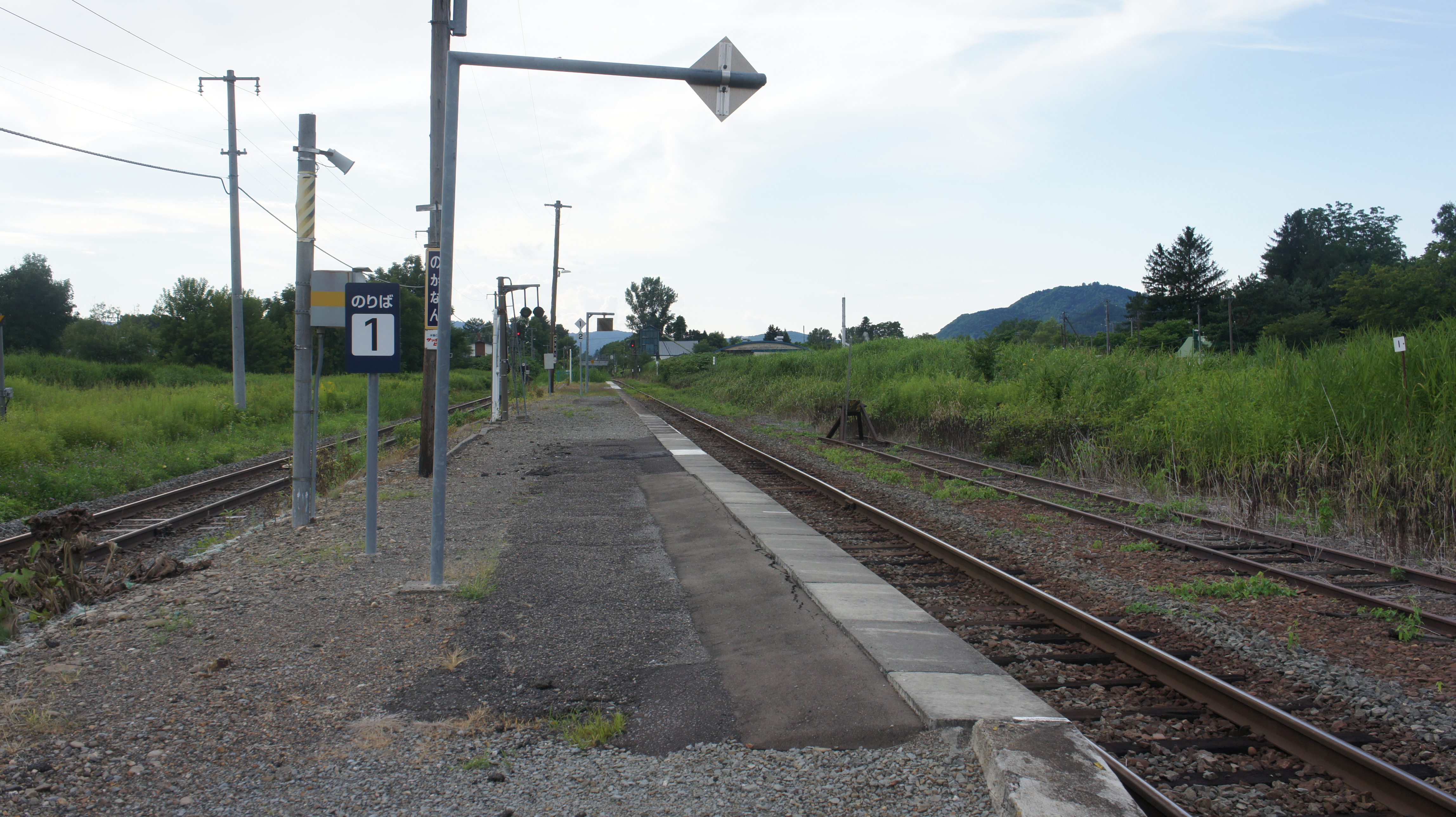
ホーム（1番線） （2017年8月）
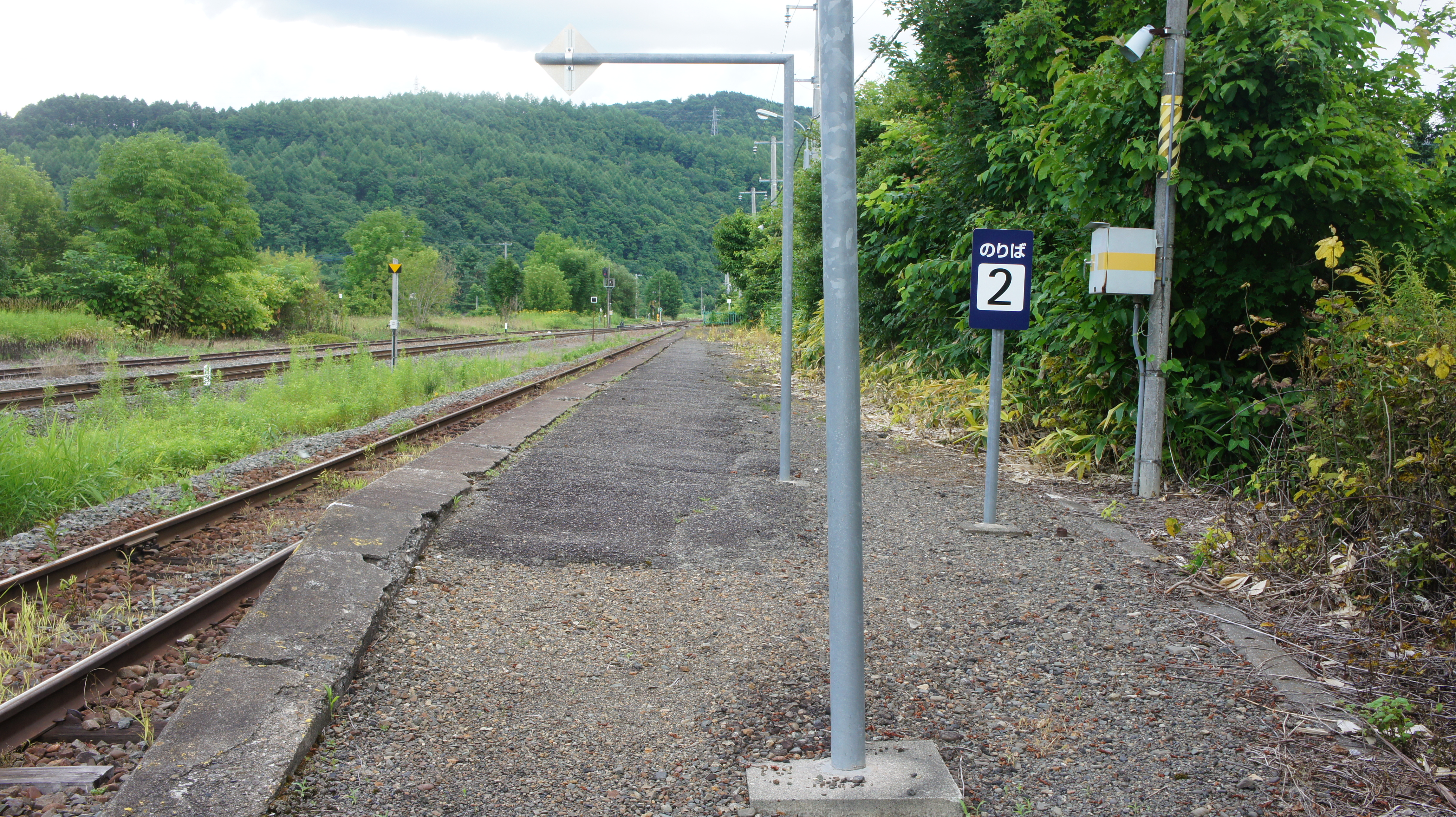
ホーム（2番線） （2017年8月）
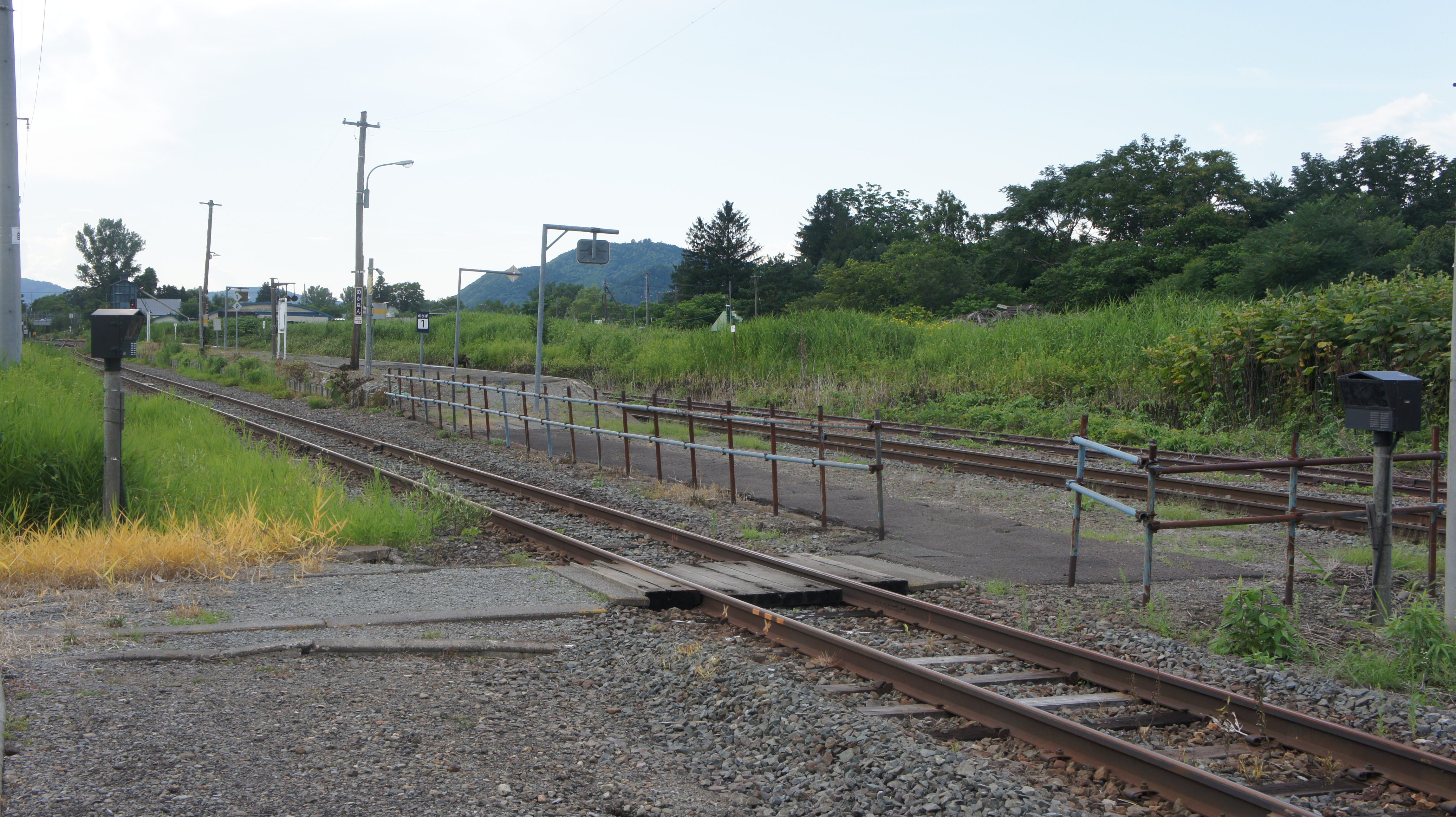
構内踏切（2017年8月）

## 利用状況
乗車人員の推移は以下のとおり。年間の値のみ判明している年については、当該年度の日数で除した値を括弧書きで1日平均欄に示す。乗降人員のみが判明している場合は、1/2した値を括弧書きで記した。
また、「JR調査」については、当該の年度を最終年とする過去5年間の各調査日における平均である。
| 年度               | 乗車人員 | 乗車人員 | 乗車人員     | 出典       | 備考               |
| 年度               | 年間     | 1日平均  | JR調査       | 出典       | 備考               |
| ------------------ | -------- | -------- | ------------ | ---------- | ------------------ |
| 1992年（平成04年） |          | (4.0)    |              | [ 7 ]      | 1日平均乗降客数8人 |
| 2015年（平成27年） |          |          | 「10名以下」 | [ JR北 1 ] |                    |
| 2016年（平成28年） |          |          | 2.4          | [ JR北 2 ] |                    |
| 2017年（平成29年） |          |          | 2.2          | [ JR北 3 ] |                    |
| 2018年（平成30年） |          |          | 1.6          | [ JR北 4 ] |                    |
| 2019年（令和元年） |          |          | 2.0          | [ JR北 5 ] |                    |
| 2020年（令和02年） |          |          | 2.6          | [ JR北 6 ] |                    |
| 2021年（令和03年） |          |          | 2.4          | [ JR北 7 ] |                    |
| 2022年（令和04年） |          |          | 3.2          | [ JR北 8 ] |                    |
| 2023年（令和05年） |          |          | 4.2          | [ JR北 9 ] |                    |

## 駅周辺
- 北海道道601号野花南停車場線
- 芦別警察署野花南駐在所
- 野花南郵便局
- 野花南周堤墓群
- 国道38号
- 北海道中央バス（高速ふらの号）「野花南」停留所[8]
- 民泊　貞子の家 - 野花南駅の駅名標を貼り付けたバスが停まっている。

## 隣の駅
北海道旅客鉄道（JR北海道）
■根室本線
上芦別駅 (T27) - 野花南駅 (T28) - *滝里駅 - （島ノ下信号場） - 富良野駅 (T30)
*打消線は廃駅

### JR北海道
1. ↑  “極端にご利用の少ない駅（3月26日現在）” (PDF). 平成28年度事業運営の最重点事項.   北海道旅客鉄道株式会社. p. 6 (2016年3月28日). 2017年12月10日閲覧。
2. ↑  “駅別乗車人員（2016）” (PDF). 線区データ（当社単独では維持することが困難な線区）(地域交通を持続的に維持するために).   北海道旅客鉄道株式会社. p. 2 (2017年12月8日). 2018年8月17日時点のオリジナルよりアーカイブ。2018年8月17日閲覧。
3. ↑  「根室線（滝川・富良野間）」（PDF）『線区データ（当社単独では維持することが困難な線区）(地域交通を持続的に維持するために)』、北海道旅客鉄道株式会社、3頁、2018年7月2日。オリジナルの2018年8月18日時点におけるアーカイブ。2018年8月18日閲覧。
4. ↑  “根室線（滝川・富良野間）” (PDF). 線区データ（当社単独では維持することが困難な線区）(地域交通を持続的に維持するために).   北海道旅客鉄道. p. 3 (2019年10月18日). 2019年10月18日時点のオリジナルよりアーカイブ。2019年10月18日閲覧。
5. ↑  “根室線（滝川・富良野間）” (PDF). 地域交通を持続的に維持するために > 輸送密度200人以上2,000人未満の線区（「黄色」8線区）.   北海道旅客鉄道. p. 3 (2020年10月30日). 2020年11月2日時点のオリジナルよりアーカイブ。2020年11月4日閲覧。
6. ↑  “駅別乗車人員  特定日調査（平日）に基づく”.   北海道旅客鉄道. 2022年8月3日時点のオリジナルよりアーカイブ。2022年8月14日閲覧。
7. ↑  “駅別乗車人員  特定日調査（平日）に基づく”.   北海道旅客鉄道. 2022年9月3日時点のオリジナルよりアーカイブ。2022年9月3日閲覧。
8. ↑  “駅別乗車人員  特定日調査（平日）に基づく”.   北海道旅客鉄道. 2023年11月10日時点のオリジナルよりアーカイブ。2023年11月10日閲覧。
9. ↑  “駅別乗車人員  特定日調査（平日）に基づく”.   北海道旅客鉄道 (2024年). 2024年9月9日時点のオリジナルよりアーカイブ。2024年9月9日閲覧。